# Beiqi Foton Motor
Beiqi Foton Motor, «Бэйци Фотон Мотор» — китайская государственная автомобилестроительная компания, основанная в 1996 году путём сотрудничества с около 100 других компаний из 13 провинций КНР. Компания производит легковые автомобили, внедорожники, микроавтобусы, большие городские автобусы, электробусы, грузовые автомобили, двигатели, тракторы, сельскохозяйственную технику и др. Foton является дочерней компанией BAIC Group.
Штаб-квартира холдинга располагается в Пекине, в районе Чанпин, а его филиалы рассредоточены по разным провинциям.

## История
Компания была основана в августе 1996 года. В 2003 году компания подписала договор о стратегическом партнёрстве с компанией Daimler. В 2007 году было создано совместное предприятие с Cummins по производству двигателей в Китае Foton Cummins Engine Co., Ltd. В 2012 году было создано совместное предприятие с Daimler, а в 2017 году — с немецким производителем автокомплектующих ZF. Также был открыт завод в Таиланде совместно с местной группой Charoen Pokphand. Эмблема компании представляет собой гранёный алмаз, что означает технологию, качество, высокую ценность и постоянство.
С 2007 года в Харькове налажена крупноузловая сборка модели Foton Auman под маркой Кобальт на ООО «Автосборочное предприятие „Кобальт“».
К 2024 году компания Foton продает в России ряд мало-, средне- и крупнотоннажных грузовиков: Auman Est A, Foton Est M, Foton S085, Foton S100, Foton S120. Также доступен пикап Tunland G7. На 2024 год анонсировано поступление в продажу пикапов Tunland V7 (Mars 7) и Foton Mars 9.

## Продукция
- Foton Gratour im6
- Foton Gratour ix5

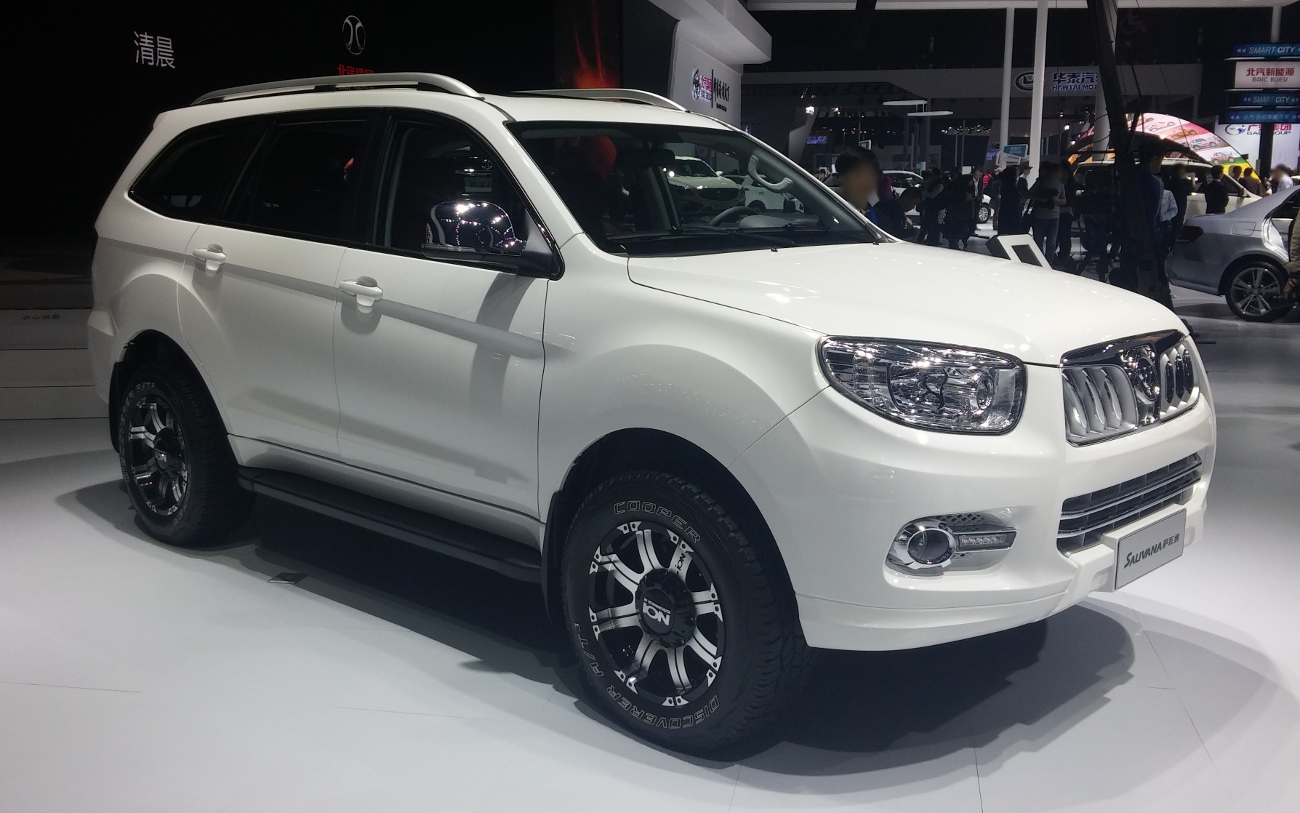
Foton Sauvana
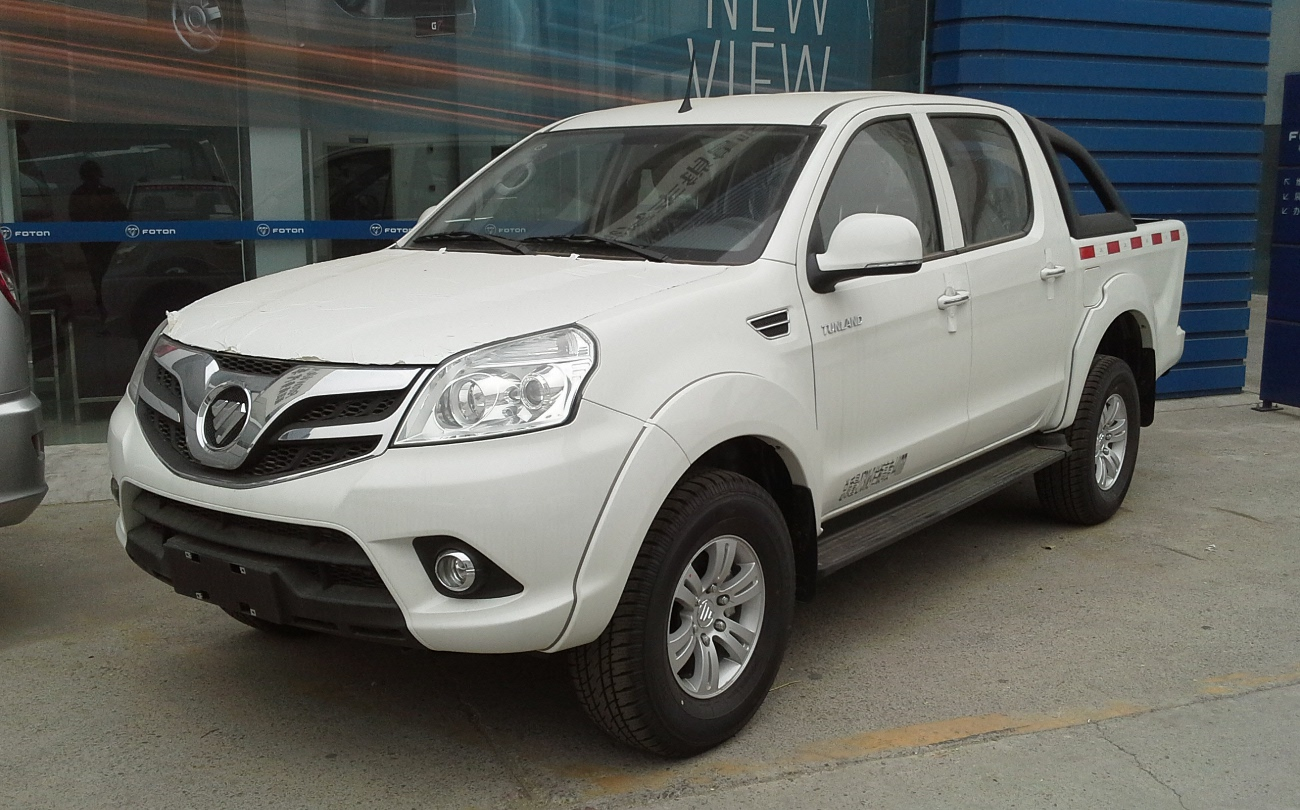
Foton Tunland
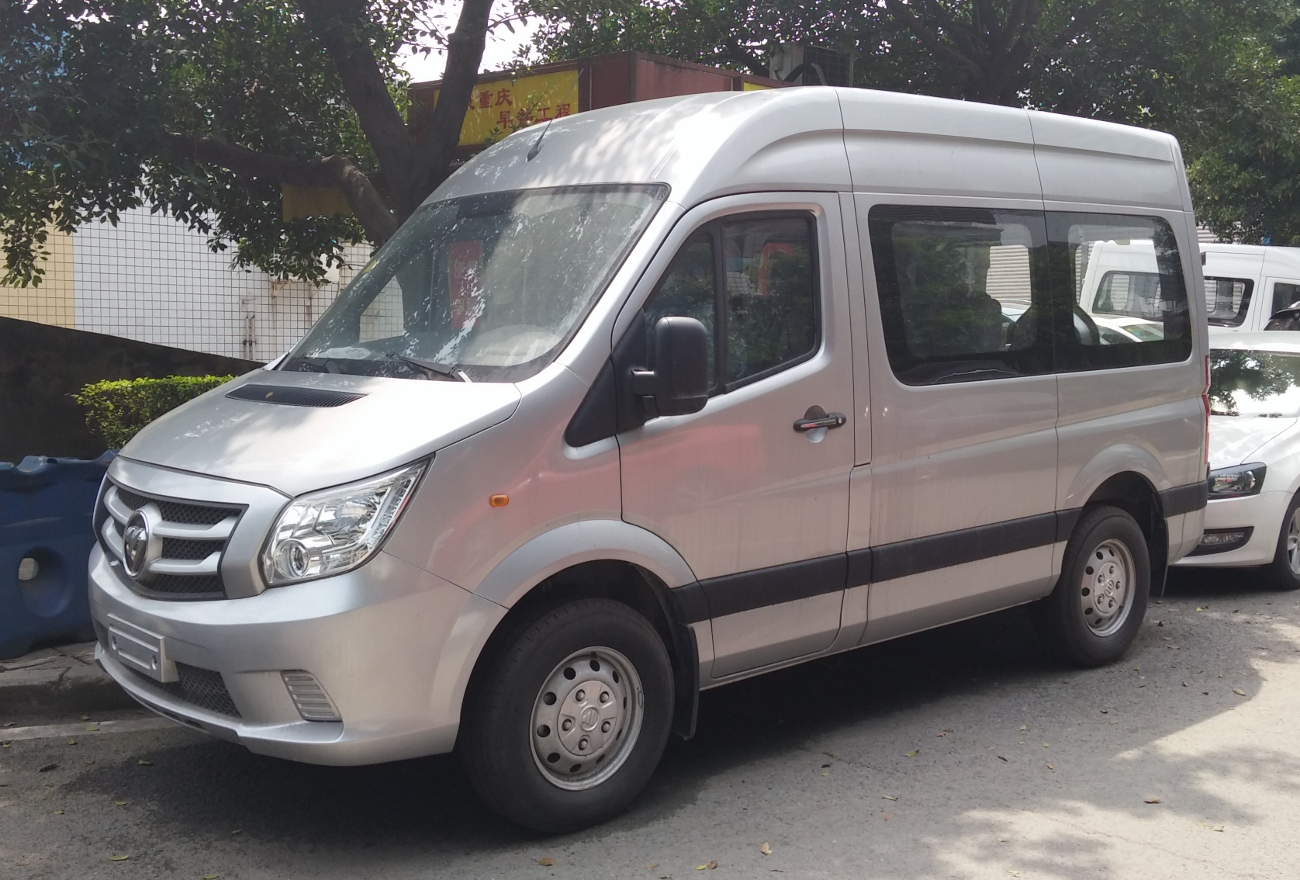
Foton Toano
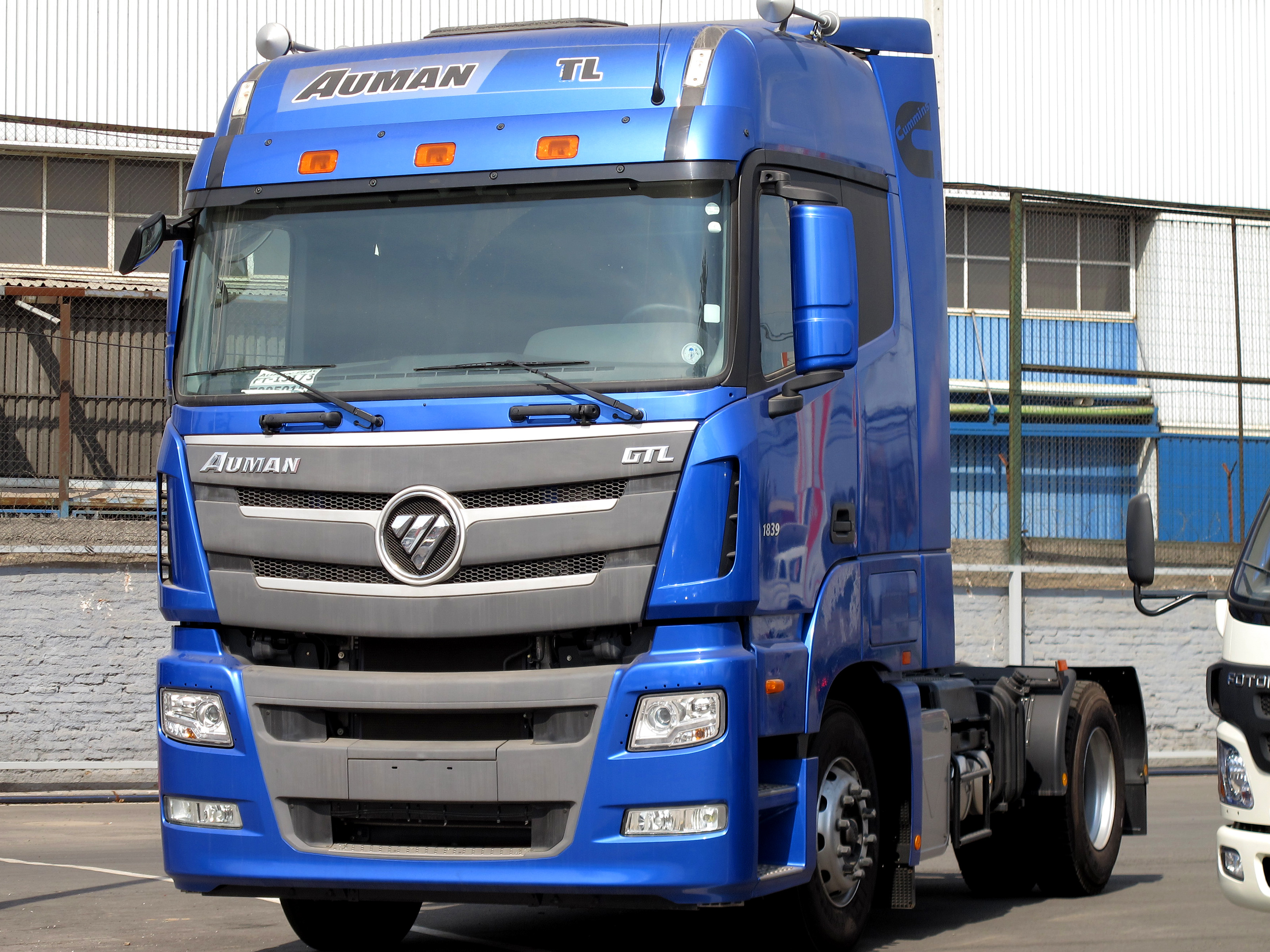
Foton Auman
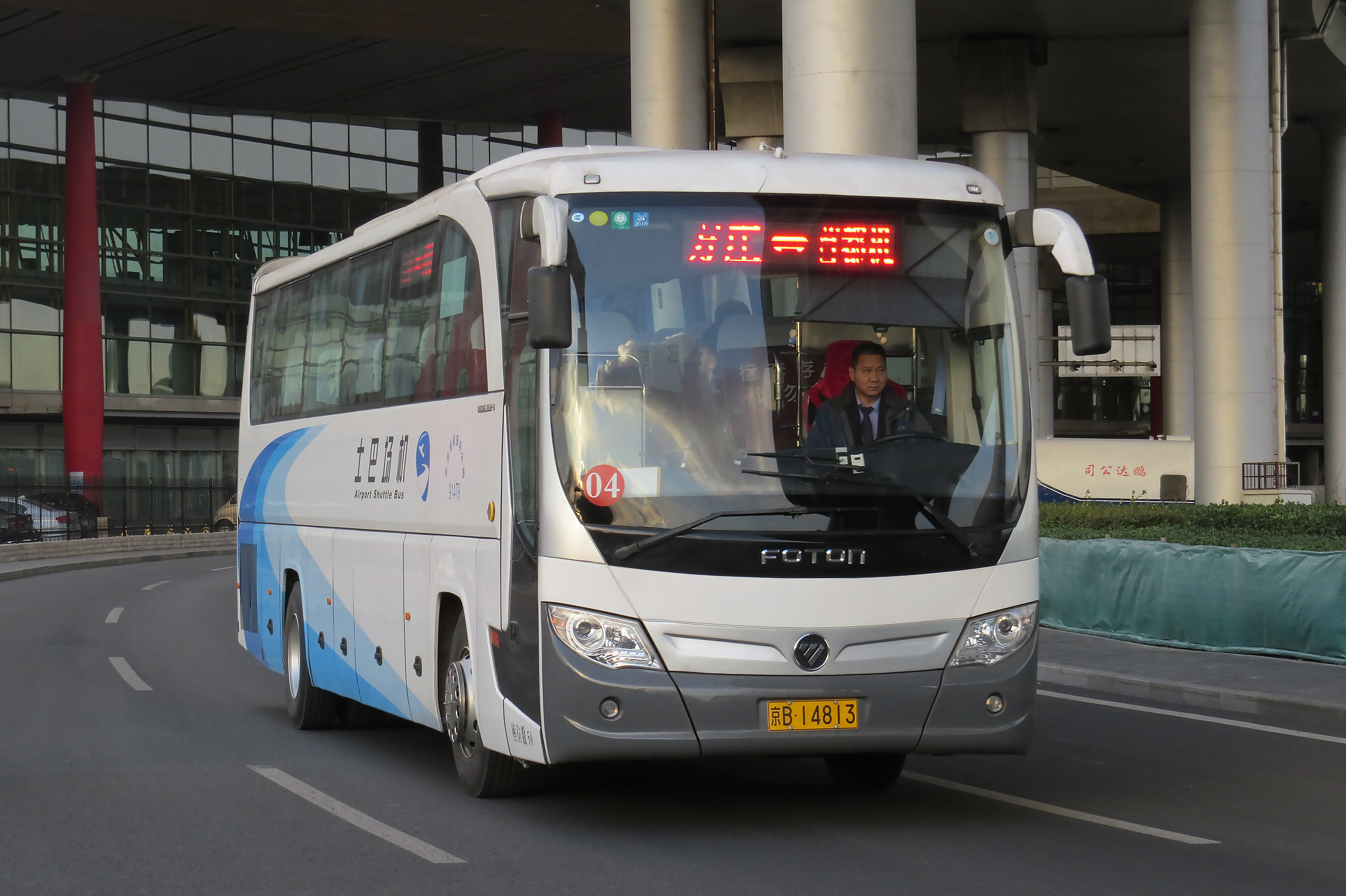
Foton BJ6129
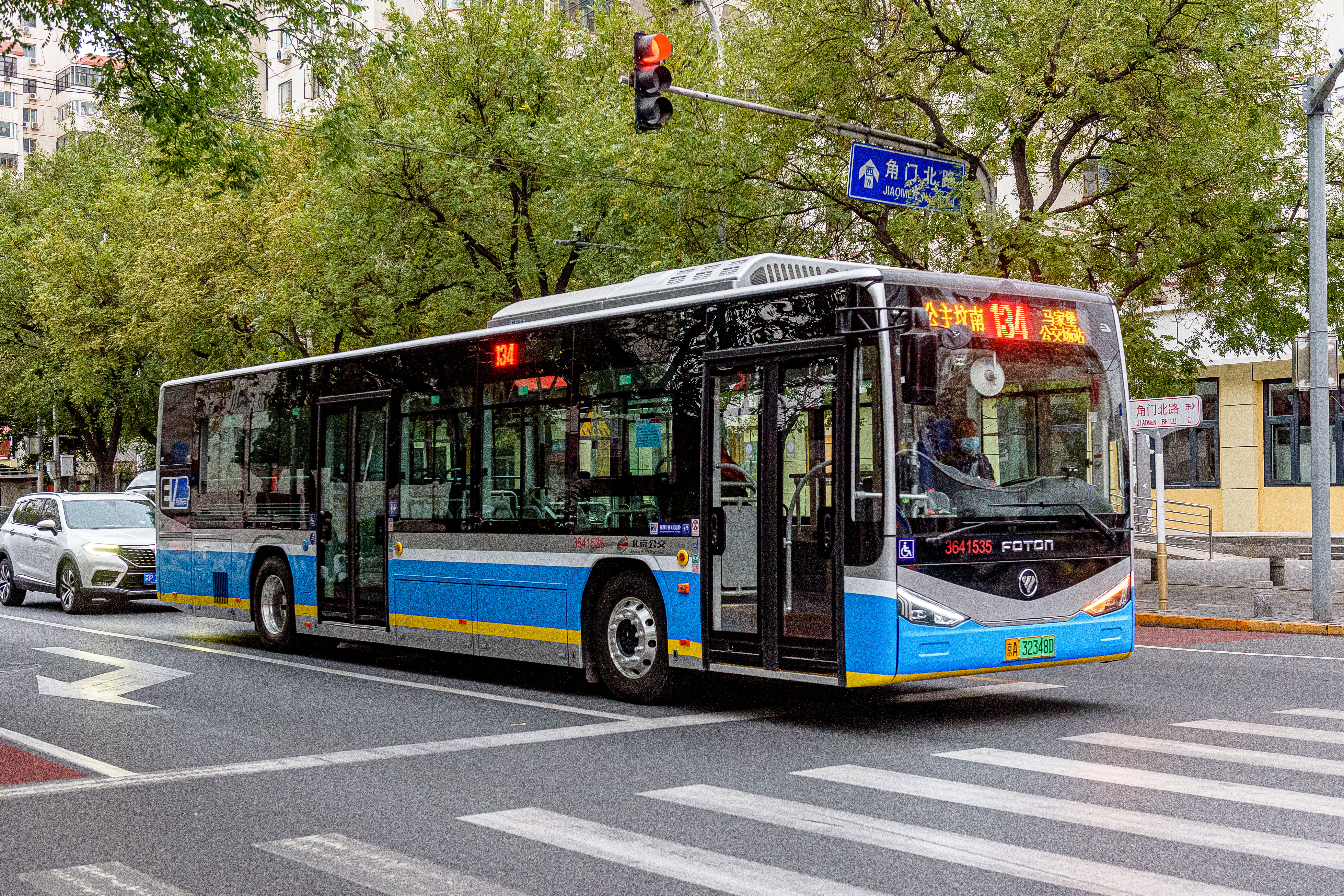
Электробус Foton BJ6129EVCA-N1
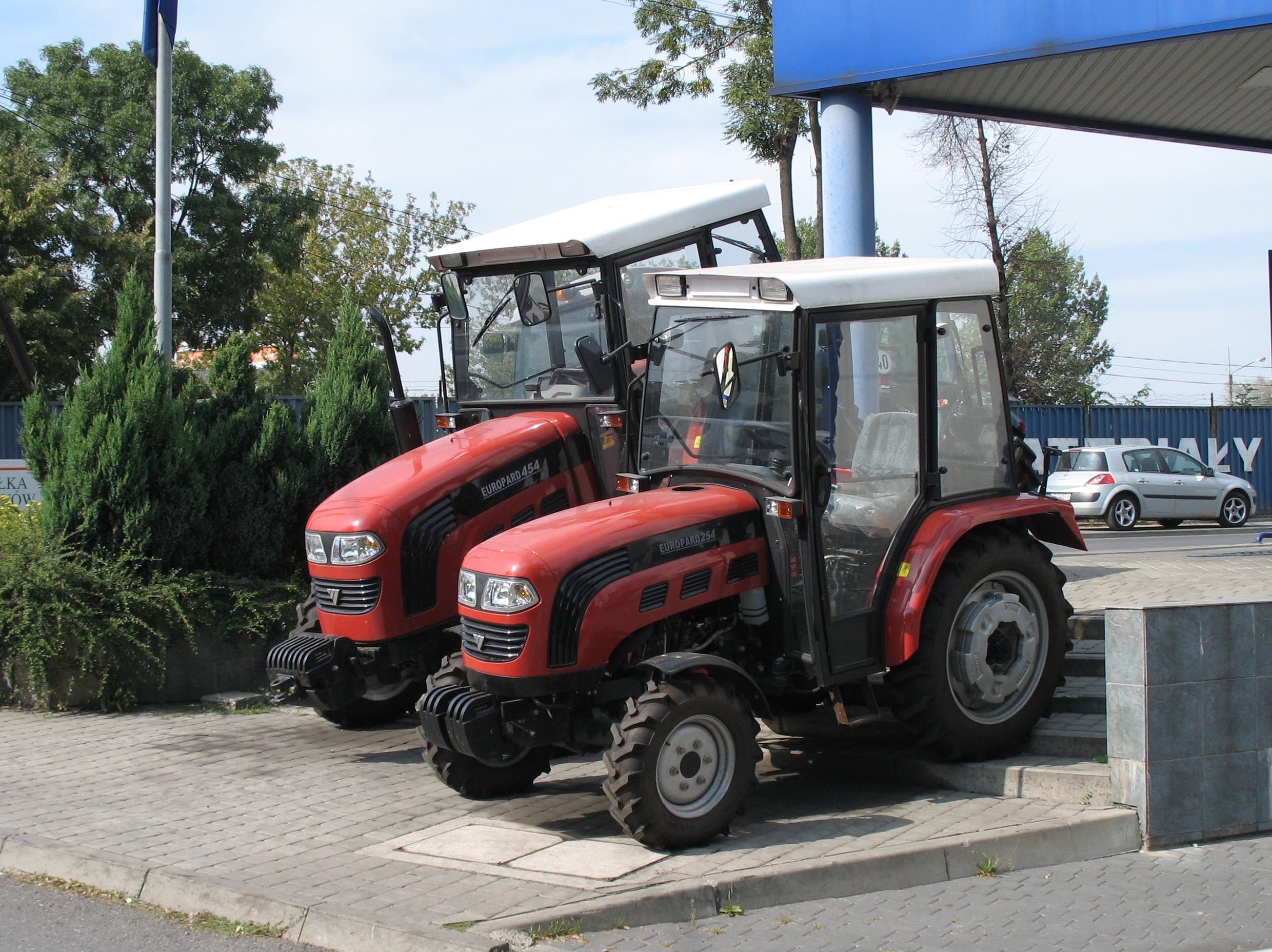
Foton Europard 254